# Jacques Mesrine
Jacques René Mesrine ([mɛsʀin, meʀin]; Clichy, 28 dicembre 1936 – Parigi, 2 novembre 1979) è stato un criminale francese che ha operato principalmente in Francia, ma anche in Québec, in Spagna e una volta in Svizzera. 
È soprannominato l'uomo dai mille volti o, a torto secondo la sua ammissione, il Robin Hood francese. Dichiarato nemico pubblico numero 1 nei primi anni settanta, è noto in Francia per le sue rapine pubblicizzate e le sue evasioni.

## La gioventù, la Guerra d'Algeria
Figlio di un ricco commerciante di tessuti, nasce a Clichy-la-Garenne (al n. 5 di avenue Anatole France), dove cresce e comincia a frequentare il famoso quartiere di Pigalle, a Parigi. I suoi genitori hanno dei progetti per lui: vorrebbero vederlo entrare alla scuola di Hautes Etudes Commerciales (HEC), ma a lui non piace la scuola. Svolge parte dei suoi studi al Collège de Juilly, una scuola media-superiore gestita da un oratorio. Rimandato a casa per aver aggredito il preside, diventa rappresentante di tessuti. Da notare che aveva come compagno di classe Jean-Jacques Debout.
Brevemente sposato dal luglio 1955 fino al 1956 con Lydia de Souza, a soli diciannove anni Jacques Mesrine si arruola come paracadutista nella guerra d'Algeria. Durante questo periodo entra in possesso di una pistola .45 ACP e la porta con sé in Francia, tenendola sempre con sé. Jacques René Mesrine è stato decorato dal generale de Gaulle con la Croix de la Valeur militaire. Torna in Francia nel marzo 1959 dopo aver ricevuto il certificato di buona condotta da parte della 626ª compagnia. Secondo i suoi familiari, l'esperienza in Algeria l'ha profondamente segnato, essendo stato in più occasioni incaricato di compiere esecuzioni sommarie dei prigionieri (Corvée de bois).

## Primi crimini in Francia
All'età di 23 anni partecipa a numerosi furti con scasso con il suo amico di lunga data Tony Ferreira. Il 4 novembre 1961 ha una figlia (una ragazza di nome Sabrina) con Maria de la Soledad, incontrata durante una vacanza in Spagna, che sposa in seconde nozze. È in questo periodo che è arrestato e condannato per la prima volta a pagare una multa per il possesso di armi proibite.
Il 17 gennaio 1962 viene arrestato a Neubourg, vicino a Louviers, dove i suoi genitori avevano una casa di campagna, mentre cercava, con tre complici di compiere un furto al Crédit Agricole. È condannato per la prima volta a diciotto mesi di carcere nel marzo 1962. Trascorrerà la sua detenzione nelle carceri di Évreux e poi di Orléans, da cui uscirà nel 1963. Desidera lasciare la vita criminale e trova lavoro in una società di architettura d'interni, ma dopo aver perso il lavoro per un licenziamento ritorna alla delinquenza.

## Le Isole Canarie, il Québec e il Venezuela
Il 2 dicembre 1965 viene arrestato a Palma di Maiorca mentre tenta di sottrarre documenti politici dall'ufficio del governatore militare. Le autorità spagnole lo accusano di lavorare per i servizi segreti francesi. La condanna sarà di 6 mesi di reclusione.
Nel mese di ottobre 1966 apre un ristorante a Santa Cruz de Tenerife nelle Isole Canarie, continuando in parallelo la sua attività criminale. Nel dicembre 1966 assalta un negozio di gioielli a Ginevra, in Svizzera. Nel maggio del 1967 apre un'osteria a Compiègne, in Francia. Il 15 novembre 1967 rapina un albergo a Chamonix-Mont-Blanc, dove viene riconosciuto. L'8 dicembre rapina una casa di moda a Parigi ed anche lì viene riconosciuto. Maria de la Soledad lo lascia e i loro tre figli, Sabrina Mesrine (1961), Bruno Mesrine (1964) e Boris Mesrine (1966) vengono affidati ai genitori di Mesrine.
Il 6 febbraio 1968 scappa alla polizia e fugge in Canada con la sua compagna Jeanne Schneider. Incontrata dopo il suo divorzio, è stata una ragazza squillo i cui protettori sono stati uccisi da Mesrine, secondo il suo racconto, ma all'epoca non è ricercato che per truffe. Nel luglio 1968 i due arrivano a Montréal. La coppia entra al servizio di un miliardario disabile, Georges Deslauriers, che rapiscono il 12 gennaio 1969 dopo esser stati licenziati, richiedendo un riscatto di 200 000 $ al fratello Marcel, ma Georges Deslauriers riesce a fuggire. Da quel momento Mesrine fa il salto di qualità. Il 26 giugno 1969 la coppia Mesrine-Schneider lascia il motel gestito da tre sorelle a Percé dove si erano rifugiati e oltrepassano illegalmente la frontiera con gli Stati Uniti. Il 30 giugno il corpo strangolato di Évelyne Le Bouthilier, padrona del motel, viene scoperto nella sua residenza a Percé. In fuga negli Stati Uniti, Mesrine viene arrestato a Texarkana, nell'Arkansas, ed estradato in Canada. Al momento di uscire dall'aereo, si vanta con i giornalisti ripetendo una citazione dal generale de Gaulle: "Vive le Québec libre!". Accusato di omicidio e sequestro di persona, Mesrine è sulle prime pagine dei giornali canadesi. Viene dichiarato nemico pubblico nº 1.
Il 17 agosto 1969 Mesrine e Schneider evadono dalla prigione di Percé, ma vengono catturati l'indomani. Sempre nell'agosto 1969, vengono condannati rispettivamente a dieci e a cinque anni di galera per il rapimento e il sequestro di Georges Deslauriers. Nel gennaio 1971 Mesrine e Schneider sono assolti dall'accusa di omicidio di Bouthilier, ma questa accusa d'un omicidio che non aveva commesso fu per Mesrine una profonda ingiustizia. Questo sarà uno dei temi chiave del suo secondo libro, Colpevole di essere innocente, scritto nel 1979.
Il 21 agosto 1972 evade dalla prigione di Saint-Vincent-de-Paul con altri cinque detenuti tra cui Jean-Paul Mercier. La loro latitanza è macchiata da numerosi misfatti. Il 26 agosto assaltano due banche nello stesso giorno, prima la Cassa Popolare di Saint-Bernard a Dorchester e poi, dieci minuti più tardi, quella di Saint-Narcisse di Lotbinière. Il loro bottino sarà di 26 000 $. Il 28 agosto rapinano la Toronto Dominion Bank a Montréal e la rapinano di nuovo tre giorni più tardi.
Il 3 settembre non riuscirono nel tentativo di permettere l'evasione di altri detenuti dalla stessa prigione da cui erano poco prima fuggiti, e feriscono gravemente due poliziotti. Una settimana più tardi, mentre si esercita nel tiro, Mesrine uccide due guardie forestali in compagnia di Jean-Paul Mercier, a St. Louis Blandford in Canada.
In ottobre, dopo altri furti a Montréal, sono avvistati di passaggio a New York, al Waldorf-Astoria Hotel. Più tardi, da ottobre a novembre 1972, Mesrine fugge in Venezuela con Jean-Paul Mercier. In seguito Mercier lo lascerà per tornare in Canada. Verrà ucciso da un proiettile alla testa nel corso di uno dei suoi tentativi di doppia rapina dieci anni più tardi. Quanto a Jeanne Schneider, finirà la sua pena in Francia nella prigione di Fleury-Mérogis. Al suo rilascio, resterà in Francia.

## Il ritorno in Francia del nemico pubblico n° 1
Alla fine del 1972 Mesrine fa ritorno in Francia e riprende a rapinar banche. Nel marzo 1973 è arrestato, ma riesce a fuggire rocambolescamente durante l'udienza in tribunale prendendo in ostaggio il giudice. Quattro mesi più tardi viene nuovamente catturato nel suo appartamento di Parigi. Detenuto nel carcere de La Santé, trova l'occasione di scrivere un'autobiografia, L'Instinct de Mort ("L'istinto di morte"). L'8 maggio 1978 riesce ancora ad evadere con altri tre detenuti, di cui uno fu ucciso durante la fuga. L'episodio si trasforma in uno scandalo in Francia. Nei mesi successivi Mesrine commette molti reati tra cui furti con scasso in negozi, rapine in banca, rapimenti e contrabbando di armi, uccidendo molte persone: si vanterà di aver commesso circa 39 omicidi in totale. La sua abilità nel travestimento gli valse il soprannome di "uomo dai mille volti".
Il 21 giugno 1979 Mesrine rapisce il milionario Henri Lelièvre, ricevendo un riscatto di 6 milioni di franchi dalla famiglia. Mesrine diventa a tutti gli effetti il nemico pubblico n° 1 in Francia (l'ONU pubblica L'Ennemi Numero). Nelle interviste provocatoriamente rilasciate ad alcuni giornalisti prova a convincere la gente che i suoi rapimenti e i suoi furti sono motivati politicamente. Mesrine è molto attento alla propria immagine, arrivando a ridurre in fin di vita il giornalista francese Jacques Tillier reo di aver scritto un articolo a lui sgradito.

## La morte di Mesrine e la polemica
Il Ministero degli Interni francese e i Dipartimenti di Polizia, uniti i loro sforzi per seguire Mesrine, il 2 novembre 1979 scoprono dove vive. A Porte de Clignancourt, alla periferia di Parigi, tiratori scelti della polizia sparano 21 colpi contro il parabrezza della sua BMW 528i, uccidendolo sul colpo. La polizia francese annuncia l'operazione come un successo e riceve le congratulazioni dal presidente Valéry Giscard d'Estaing. In seguito ci sono state alcune limitatissime proteste riguardo alla dinamica dell'operazione: a Mesrine non venne infatti intimato di arrendersi e la polizia non agì per autodifesa. Le forze dell'ordine vennero così perfino accusate di assassinio. Un libro, La chasse à l'homme, scritto da Lucien Aimé-Blanc (capo della polizia di OCRB) e dal giornalista francese Jean-Michel Caradech ha parlato di questa pista senza alcun seguito.

## Film su Mesrine
Sulla figura di Jacques Mesrine sono stati girati diversi film. Un primo film, dal titolo Mesrine, è stato distribuito nel 1984. È interpretato da Nicolas Silberg nel ruolo del bandito. La sceneggiatura e la regia cinematografica sono di André Génovès.
Del 2008 sono invece i film-dittico Nemico pubblico N. 1 - L'istinto di morte e Nemico pubblico N. 1 - L'ora della fuga, interpretati da Vincent Cassel nelle vesti di Mesrine. La regia di questi film è di Jean-François Richet, mentre la sceneggiatura è dovuta a Raouf Dafri. Il primo dei due film è basato in maniera particolare sull'autobiografia che porta lo stesso titolo, L'istinto di morte, scritta da Mesrine e pubblicata a Parigi nel 1977.